# Brigitte Groh
Brigitte Groh (* 29. Juni 1966 in Mannheim; † 16. November 1997) war eine deutsche Eiskunstläuferin.
Sie war Deutsche Meisterin im Paarlauf 1988 zusammen mit Eislaufpartner Holger Maletz und nahm auch an den Olympischen Winterspielen im selben Jahr teil. Brigitte Groh startete für den Mannheimer ERC.
Sie verunglückte am 16. November 1997 im Alter von 31 Jahren.

## Erfolge/Ergebnisse

### Einzellauf
| Wettbewerb/Wintersaison  | 1983 | 1984 |
| ------------------------ | ---- | ---- |
| Deutsche Meisterschaften | 11.  | 14.  |

### Paarlauf
(mit Holger Maletz)
| Wettbewerb/Wintersaison  | 1988 |
| ------------------------ | ---- |
| Olympische Winterspiele  | 11.  |
| Weltmeisterschaften      | -    |
| Europameisterschaften    | 7.   |
| Deutsche Meisterschaften | 1.   |